# Kalchreuthia
Kalchreuthia is een geslacht van uitgestorven weekdieren uit de klasse van de Gastropoda (slakken).

## Soort
- Kalchreuthia frankei (Kuhn, 1936) †